# Dustin Lance Black
Dustin Lance Black (Sacramento, 10 giugno 1974) è uno sceneggiatore, regista, produttore televisivo e cinematografico e attivista LGBT statunitense.
Black è un membro fondatore dell'American Foundation for Equal Rights.

## Biografia
Dustin Lance Black nasce a Sacramento con il nome di Dustin Lance Garrison. È il secondo di tre figli maschi e cresce a San Antonio in una famiglia mormona. Nel 1981, dopo che la madre si risposa, si trasferisce a Salinas in California. Il patrigno in seguito adotta i tre figli. Nei primi anni novanta la madre, Roseanna, si risposa per la terza volta. Durante gli studi incomincia a lavorare per il teatro alla The Western Stage a Salinas-Monterey. Si laurea con lode all'Università della California di Los Angeles in cinema, teatro e televisione. Nel 2012 il fratello maggiore, Marcus, scompare a seguito di un tumore, mentre nel 2014 muore la madre di Black, da sempre affetta da poliomielite.

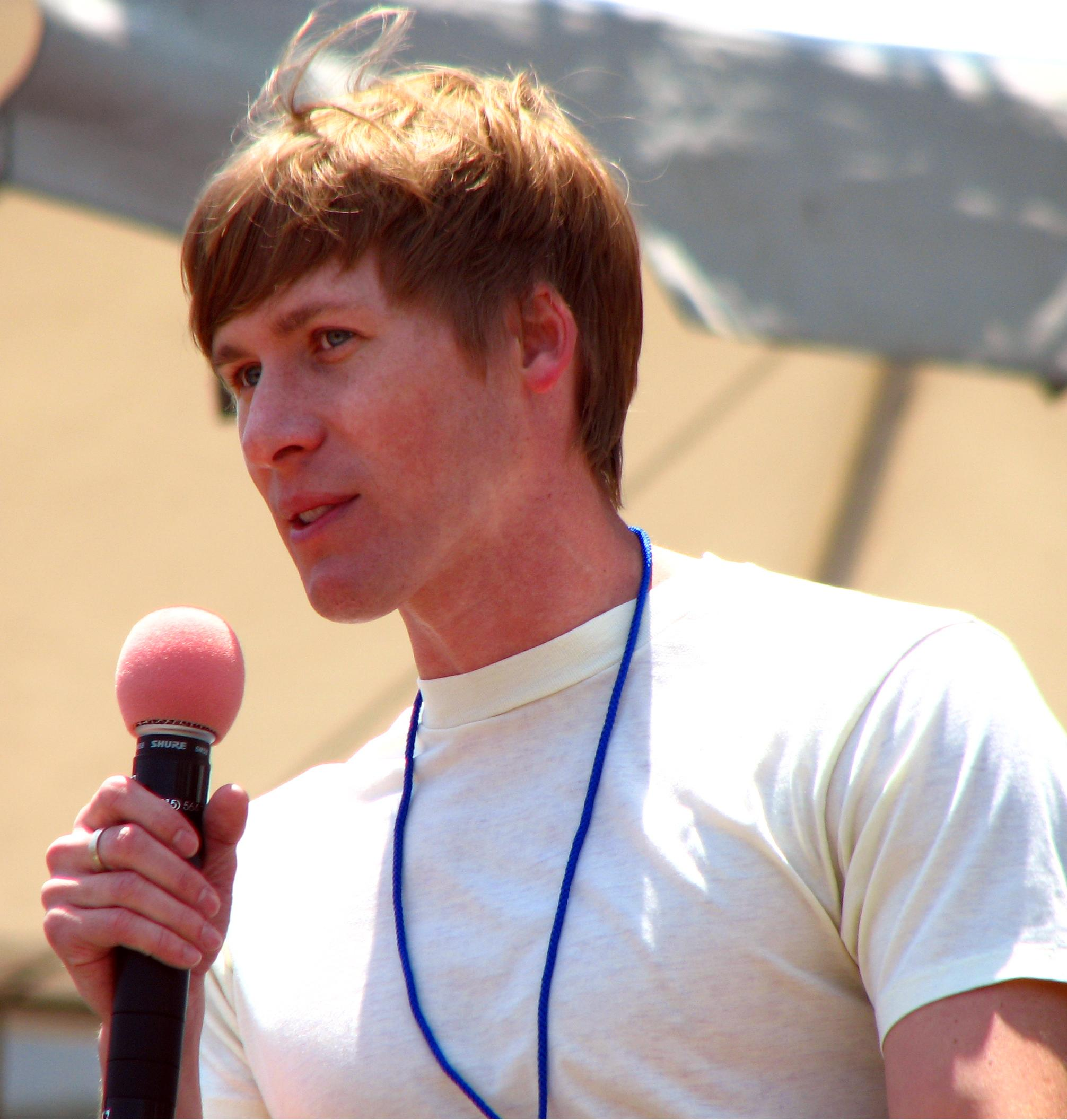
Dustin Lance Black nel 2008

Nel 2000 scrive e dirige il film romantico a tematica gay The Journey of Jared Price, successivamente dirige e produce il documentario On the Bus, incentrato sul viaggio in Nevada di sei omosessuali. Nel 2006 lavora per la televisione, venendo assunto come unico mormone del team di sceneggiatori della serie televisiva Big Love, incentrata su una famiglia mormona guidata dal poligamo capofamiglia. Black ha scritto alcuni episodi per le prime due stagioni, passando al ruolo di co-produttore nella terza stagione.
Dopo una visita a San Francisco rimane impressionato dalla figura di Harvey Milk, dopo aver visionato il documentario The Times of Harvey Milk, comincia a raccogliere informazioni sulla vita di Milk, una ricerca che lo ha tenuto impegnato per oltre tre anni, intervistando tutte le persone vicine a Milk. Dal materiale raccolto è nata una sceneggiatura per un lungometraggio, la cui regia è stata affidata a Gus Van Sant che ha firmato nel 2008 Milk.

Nel 2009 vince l'Oscar alla migliore sceneggiatura originale. Durante la premiazione, Black, visibilmente commosso ha raccontato quanto la figura di Harvey Milk gli sia servita per vivere con serenità la propria omosessualità e ha esortato i giovani omosessuali all'ascolto ad avere speranza, rivolgendosi a loro con le parole: 
Sempre nel 2008, Black scrive la sceneggiatura per un altro film biografico sulla vita di altra importante figura per la comunità gay, Pedro Zamora. Il film, intitolato semplicemente Pedro, è stato presentato al Toronto International Film Festival e successivamente nella sezione Panorama Special al Festival di Berlino 2009.
Nel 2011 scrive per Clint Eastwood la sceneggiatura del film biografico J. Edgar, con Leonardo DiCaprio, Armie Hammer, Naomi Watts, Ed Westwick, Jeffrey Donovan e Judi Dench. La pellicola racconta la carriera del direttore dell'FBI J. Edgar Hoover a partire dagli attentati anarchici nel 1919 fino al giorno della sua morte nel 1972. La sceneggiatura affronta le fasi più importanti di come J. Edgar Hoover modifica radicalmente il metodo e i mezzi investigativi dell'FBI. L'intero film presenta continui flashback, che danno vita alla narrazione dell'ormai vecchio Edgar Edgar. Vissuto in una famiglia in cui la madre è autoritaria e il padre è un uomo vecchio e malato, il giovane Hoover è descritto come un giovane il cui unico scopo della vita è fare carriera, mettendo tutto il resto in secondo piano, inclusa la sua vita privata e la relazione affettiva con Clyde Tolson che gli sarà accanto sino alla morte.
Nel 2011 crea l'opera teatrale 8, incentrata sugli avvenimenti che hanno portato all'incostituzionalità della Proposition 8, che vietava i matrimoni gay in California. L'opera è stata portata in scena per la prima volta al Eugene O'Neill Theatre di New York nel settembre 2011 e successivamente portata in scena a Los Angeles da un ricco cast di attori hollywoodiani, che comprende George Clooney, Brad Pitt, Martin Sheen e molti altri. Nel 2015 è coprotagonista con Tyler Glenn nel video di Songs I Can't Listen To dei Neon Trees.
Nel 2016 dopo tre anni di lavorazione annuncia di aver concluso una miniserie per TV, When We Rise, prodotta da ABC e riguardante la nascita e le battaglie del movimento LGBT. È andata in onda sul network ABC dal 27 febbraio al 3 marzo 2017, ottenendo bassi ascolti ma un buon riscontro dalla critica e dal web. Nel 2019 esce il primo libro scritto da Black, un'autobiografia intitolata Mama's Boy: A Story From Our America. Nel 2022 ha sviluppando la sceneggiatura tratta dal romanzo Under The Ban Of Heaven (di Jon Krakauer), diventata una miniserie diretta da David Mackenzie e prodotta da Ron Howard, Brian Grazer e lo stesso Black. Nel 2023 ha sceneggiato Rustin, per la regia di George C. Wolfe, un film dedicato alla figura di Bayard Rustin.

## Vita privata
Black fu in cima alla lista di influenti persone gay dichiarate in The Advocate "Forty" under 40" di giugno/luglio 2009 ed è apparso sulla copertina della rivista . È stato uno dei Gran Marshall ufficiali della NYC LGBT Pride March del 2009, prodotta da Heritage of Pride unendosi a Anne Kronenberg e Cleve Jones.
Il fratello di Black, Marcus, è morto di cancro nel gennaio 2012.
Black ha iniziato una relazione con il tuffatore campione olimpico e mondiale britannico Tom Daley nella primavera del 2013. La coppia vive nel quartiere londinese di Southwark . Si sono fidanzati nell'ottobre 2015 e si sono sposati al Bovey Castle nel Devon nel maggio 2017 .
Nel febbraio 2018, Black e Daley hanno annunciato che aspettavano il loro primo figlio e successivamente hanno annunciato la nascita di un figlio da maternità surrogata nel giugno 2018. Di fronte alle critiche per la loro scelta della maternità surrogata, Black e Daley hanno avviato un podcast in cui hanno discusso le questioni etiche riguardanti la maternità surrogata e l'esperienza nel suo insieme. La coppia non condivide online le foto del volto del figlio per motivi di privacy. Daley ha detto: "Questo potrebbe cambiare in futuro, ma per ora volevamo goderci il primo anno con lui". Il secondo figlio di Daley e Black è nato nel marzo 2023 .
Nel 2014, Black fu indicato come uno degli otto potenziali relatori invitati dal Pasadena City College ed accettò l'invito. Dopo che i funzionari scolastici appresero che foto di nudo di Black impegnato in rapporti sessuali non protetti erano trapelate online cinque anni prima nel 2009, tramite divulgazione non consensuale ad opera del blogger Perez Hilton, il college annunciò che Black non era stato ufficialmente invitato e l'invito ufficioso fu "un errore". Dopo i colloqui tra gli avvocati di Black e PCC, il consiglio di amministrazione del college si è scusato e lo ha invitato formalmente.
Nel 2023, Black si è dichiarato non colpevole dell'accusa di aggressione durante un alterco nel nightclub londinese Fracas. Le accuse furono successivamente respinte dal presidente del tribunale a causa delle incongruenze e della debolezza delle prove fornite dall'accusatore.

## Filmografia

### Sceneggiatore
- The Journey of Jared Price, regia di Dustin Lance Black (2000)
- Something Close to Heaven, regia di Dustin Lance Black – cortometraggio (2000)
- Big Love – serie TV, 5 episodi (2006-2009)
- Pedro, regia di Nick Oceano (2008)
- Milk, regia di Gus Van Sant (2008)
- Virginia, regia di Dustin Lance Black (2010)
- J. Edgar, regia di Clint Eastwood (2011)
- When We Rise – miniserie TV (2017)
- Under the Banner of Heaven – miniserie TV (2022)
- Rustin, regia di George C. Wolfe (2023)

### Regista
- The Journey of Jared Price (2000)
- Something Close to Heaven – cortometraggio (2000)
- On the Bus – documentario (2001)
- My Life with Count Dracula – documentario (2003)
- Virginia (2010)
- When We Rise – miniserie TV, episodi 7-8. (2017)

### Produttore
- On the Bus, regia di Dustin Lance Black (2001)
- My Life with Count Dracula, regia di Dustin Lance Black (2003)
- Milk, regia di Gus Van Sant (2008) – produttore esecutivo
- Big Love – serie TV, 6 episodi (2009) – coproduttore
- When We Rise – miniserie TV (2017)
- Under the Banner of Heaven – miniserie TV (2022)

## Libri
- Mama's boy: A story from our Americas (2019)

## Riconoscimenti
- 2008 – Satellite Award
  - Candidatura alla migliore sceneggiatura originale per Milk[36]
- 2008 – San Francisco Film Critics Circle Awards
  - Migliore sceneggiatura originale per Milk
- 2008 – Chicago Film Critics Association Award
  - Candidatura alla miglior sceneggiatura originale per Milk
- 2008 – Critics' Choice Movie Award
  - Candidatura alla miglior sceneggiatore  per Milk
- 2008 – Southeastern Film Critics Association Awards
  - Miglior sceneggiatura originale per Milk
- 2008 – Hollywood Film Festival
  - Miglior sceneggiatore all'avanguardia per Milk[37]
- 2009 – Premio Oscar
  - Migliore sceneggiatura originale per Milk[11]
- 2009 - Writers Guild of America Award
  - Migliore sceneggiatura originale per Milk
  - Paul Selvin Honorary Award per Milk
- 2009 – Premio BAFTA
  - Candidatura alla migliore sceneggiatura originale per Milk[38]
- 2009 – Independent Spirit Award
  - Miglior sceneggiatura d'esordio per Milk

- 2009 – Boston Society of Film Critics Award
  - Migliore sceneggiatura per Milk
- 2009 – Dallas-Fort Worth Film Critics Association
  - Migliore sceneggiatura per Milk
- 2009 – PEN Center USA West Literary Awards
  - Literary Award alla sceneggiatura per Milk
- 2016 – Roma Fiction Fest 
  - Artistic Excellence Award
- 2018 – Writers Guild of America Award 
  - Valentine Davies Award per attivismo
- 2018 – Glaad Awards 
  - Outstanding TV Movie or Limited Series per When We Rise
- 2023 - Critics' Choice Awards
  - Candidatura al miglior film o miniserie TV per In nome del cielo